# Pancreadium otagoense
Pancreadium otagoense är en plattmaskart som beskrevs av Harold Winfred Manter 1954. Pancreadium otagoense ingår i släktet Pancreadium och familjen Allocreadiidae. Inga underarter finns listade i Catalogue of Life.